# Filipe, Infante de Castela
Filipe de Castela (1231 - 28 de novembro de 1274), foi um Infante de Castela, era filho de Fernando III de Leão e Castela e de sua primeira esposa, a rainha Beatriz da Suábia. Era Señor de Valdecorneja e certas fontes asseguram que ingressou como cavaleiro na Ordem dos Templários, em um dos templos, a Igreja de Santa María la Blanca de Villalcázar de Sirga, recebeu a sepultura do infante, em um sepulcro adornado com emblemas da Ordem.
Arcebispo eleito de Sevilha, foi também abade da Colegiata de Valladolid e da Colegiata de San Cosme y San Damián de Covarrubias até 1258, quando abandonou a carreira eclesiástica com o consentimento de seu irmão, Afonso X o Sábio, apesar da sua oposição, e contraiu matrimônio com a princesa Cristina de Noruega, filha do rei Haakon IV da Noruega.

## Origens familiares
Filho de Fernando III, o Santo, rei de Castela e Leão, e de sua primeira esposa, a rainha Beatriz da Suábia, era por parte paterna neto de Afonso IX de Leão e de Berengária de Castela, que renunciou ao trono que tinha recebido pela morte de seu irmão, Henrique I de Castela, sendo ambos os irmãos filhos do rei Afonso VIII de Castela. Por parte materna era neto de Filipe da Suábia, rei dos Romanos e duque da Suábia, e de Irene Angelina, filha de Isaac II Ângelo, imperador do Império Romano do Oriente.
Foram seus irmãos, entre outros, Afonso X de Leão e Castela, Fradique de Castela, executado em 1277 por ordem de seu irmão Afonso X, Manuel de Castela, pai de João Manuel de Castela e Sancho de Castela, arcebispo de Toledo.

## Biografia

### Juventude
O infante Filipe de Castela nasceu em 1231. Desde a sua infância foi orientado por seu pai, Fernando III, para a carreira eclesiástica, igual a seu irmão, o infante Sancho, que chegaria a ser arcebispo de Toledo. Durante sua juventude, depois de sua criança fosse encomendada por sua avó a rainha Berengária de Castela a Rodrigo Jiménez de Rada, que chegaria a ser arcebispo de Toledo, foi enviado a Paris para que estudasse, recibendo ali lições de Santo Alberto Magno, que foi professor de Santo Tomás de Aquino. Em 1249 o infante Filipe foi nomeado Procurador da arquidiocese de Sevilha pelo papa Inocêncio IV. Em 1251, dois anos mais tarde, foi designado pelo mesmo pontífice arcebispo eleito da arquidiocese de Sevilha, que continuava sendo governada por Raimundo de Losana, bispo de Segovia, devido ao infante Felipe ter sido nomeado arcebispo eleito de Sevilha não ter sido consagrado como bispo.
Em 1258, pouco depois de que seu irmão o rei, apesar de sua oposição inicial, lhe autorizasse abandonar a carreira eclesiástica, contraiu matrimônio com a princesa Cristina Håkonsdatter, filha do rei Haakon IV da Noruega. A lenda sustentada no passado diz que a princesa Cristina da Noruega chegou à Espanha depois que Afonso X solicitou ao rei da Noruega que enviasse uma filha sua para contrair um novo matrimônio com ela, baseando-se na infertilidade de sua esposa, a rainha Violante de Aragão, filha de Jaime I de Aragão. Não obstante, se demonstrou a falsidade desta lenda, pois em 1258 a rainha Violante já tinha dado à luz vários filhos. A realidade é que o governante da Noruega enviou a princesa Cristina a Castela para que o casamento fosse contratado com um dos irmãos do rei. No caminho para Castela, a princesa passou por França e por Aragão, onde foi recebida com todas as honras por Jaime I o Conquistador, que chegou a propor-lhe casamento.
Em sua chegada à corte, que estava na cidade de Valladolid, em janeiro de 1258, a princesa Cristina foi apresentada aos irmãos do rei e sobretudo aos infantes Fradique e Filipe, entre os que deveria escolher esposo. Ao que parece, à princesa agradou o infante Filipe mais que o infante Fradique, devido a uma cicatriz que este último tinha no lábio e desfigurava seu rosto. Todavia, num documento posterior, Afonso X reconheceu que tinha sido decisão sua que a princesa norueguesa contraísse matrimônio com o infante Filipe.
O matrimônio entre o infante Filipe de Castela e a princesa Cristina da Noruega foi celebrado no mês de abril de 1258 em Valladolid. Afonso X concedeu então vários senhorios e possessões ao infante Filipe, entre os que se contavam a martiniega, o portazgo, a renda dos judeus e os restantes pechos reales de Ávila, assim como as terças da arquidiocese de Toledo e as dos bispados de Ávila e Segovia, as rendas que pagavam ao rei os muçulmanos do Vale de Purchena e a propriedade de Valdecorneja, composta pelas vilas de El Barco de Ávila, Piedrahita, La Horcajada e Almirón. A vaga que o infante Filipe deixava na arquidiocese de Sevilha não foi coberta até maio de 1259, quando o papa Alexandre IV designou a Raimundo de Losana como arcebispo de Sevilha.
O infante Filipe esteve presente nas Cortes de Sevilha de 1261, assim como nas bodas de seu sobrinho, o infante Fernando de la Cerda, filho e herdeiro de seu irmão Afonso X, que foi celebrado em 30 de novembro de 1269.

### Revolta dos nobres de 1272
No início de 1272, um grupo de ilustres, entre os quais Nuño González de Lara, Esteban Fernández de Castro, Simón Ruiz de los Cameros, señor de los Cameros e Lope Díaz III de Haro, señor de Vizcaya, se reuniou no município burgalês de Lerma com o propósito de comprometer-se a lutar contra Afonso X se ele não concordasse com as afirmações dos ali reunidos, que concordavam que Filipe, presente na reunião e porta-voz dos conspiradores devia se reunir com o rei de Navarra para conseguir que o rei concedesse asilo em seu reino se eles fossem forçados a deixar os reinos de Castela e Leão. O infante Felipe, viúvo de suas duas primeiras esposas, era casado com Leonor Rodrigues de Castro, sobrinha de Nuño González de Lara, pois era filha de sua irmã.
Nuño González de Lara estava chateado com o rei devido, entre outras razões, a que o rei não entregou-lhe Durango, às críticas que o monarca fez sobre sua atuação na defesa de Jerez de la Frontera e, talvez, à contrariedade do senhor da Casa de Lara com algumas atuações de Afonso X em relação com o reino de Portugal, ainda que a maioria dos ilustres castelhanos coincidiam sobretudo em sua contrariedade com o modo de governar de Afonso X, já que todos eles preferiam o estilo de tempos passados, quando os nobres desempenhavam um papel mais destacado.
Depois da reunião dos nobres conjurados em Lerma, Afonso X tentou descobrir o que tinha ocorrido realmente nela, comunicando-se com seu irmão e com o senhor de Lara. No entanto, Filipe evitou responder às questões levantadas por seu irmão, ao tempo que se escusava de ajudar junto com suas tropas a Andaluzia a serviço do rei, pois argumentou que tinha havido um atraso no pagamento de sua tropa anual e comunicou a seu irmão que sua presença na reunião de Lerma era devida aos conselhos e ajudas que o infante dizia precisar, pois sustentava que seus velhos amigos tinham falecido e que não podia estar sem ver alguns amigos que lhe ajudassem e o aconselhassem.
Por sua parte e apesar de ter tomado parte nela, Nuño González de Lara "el Bueno" comunicou ao rei que o propósito da reunião de Lerma não tinha sido o que atribuíam-no, e inclusive se mostrou disposto a colaborar com o monarca castelhano-leonês afim de que pudessem ser recrutados novos serviços. Além disso, em Castela e na Estremadura, acrescentando assim que o rei poderia pagar sua dívida para com os nobres, porque tinham várias soldadas. No início de julho de 1272, Afonso X ordenou a Nuño González de Lara, a seu irmão o infante Filipe e a todos os nobres e ricos-homens do reino que ajudassem com seus homens a Sevilha para ajudar o infante Fernando de la Cerda, que nesse momento defendia a fronteira dos ataques muçulmanos e a resposta unânime de todos os participantes na conjura nobiliária foi negar-se a ajudar, a menos que o rei se encontrasse antes com eles. Por sua parte, Nuño González de Lara fingiu apartar-se dos conspiradores e informou ao rei dos contatos mantidos pelos nobres sublevados com o rei de Navarra, ainda que pouco depois, foram descobertas uma série de cartas que provaram que na conjuração estava envolvido o sultão dos benimerins, que desejava debilitar a posição do monarca castelhano. Apesar da descoberta das cartas que provavam a traição dos nobres, Afonso X as ignorou e se dispôs a negociar com os sublevados, mas ele ordenou-lhes para suspender as negociações com o rei de Navarra, porém a ordem foi desobedecida por eles, e enquanto isso, Nuño González de Lara declarou quebrado seu compromisso com Afonso X, o Sábio, que obrigava a não estabelecer posturas com os muçulmanos ou cristãos sem informar ao rei.
Em setembro de 1272 as negociações foram retomadas na Cidade de Burgos, embora os nobres se recusassem a ficar na cidade e eles fizeram em aldeias próximas, e de lá informou ao rei que, se ele desejava transmitir alguma mensagem o fizesse através de seus emissários. Os conspiradores, em seguida, apresentaram suas reivindicações ao rei, queixando-se de que o monarca forçou-os a respeitar o foro real, que a Corte não tinha tribunais especiais para julgar os senhores por foiro, da atuação dos merinos e outros funcionários da Coroa e solicitaram além disso que se reduzisse a frequência dos serviços de Cortes, que eles estivessem isentos do pagamento de impostos municipais de Burgos e que o rei não fundasse mais povoados novos em Castela e Leão. Afonso X concordou pouco depois com uma aliança com o reino de Navarra, anulando com ele os acordos estabelecidos entre os nobres sublevados e o monarca navarro.
Após as Cortes de Burgos de 1272, nas que parecia que o soberano castelhano alcançaria um acordo com os nobres sublevados, romperam-se as negociações e os sublevados, incluídos o infante Filipe de Castela e Nuño González de Lara, partiram até o Reino Nacérida de Granada, apesar de que Afonso X fez um último intento de persuadí-los para que não abandonassem o reino, por meio dos infantes Fernando de la Cerda, seu filho primogênito e seu irmão Manuel de Castela. Antes de dirigir-se a Granada, os nobres saquearam o território, roubando e devastando algumas terras no caminho, apesar de que o rei enviou mensageiros, portando cartas nas que recordava aos sublevados os favores que tinham recebido dele, assim como sua traição ao romper seus vínculos de vassalos com o soberano. Nuño González de Lara foi repreendido pois, durante sua juventude, foi entregue a ele a tenencia de Écija, apesar da oposição de seu pai, Fernando III.
No entanto, os nobres rebeldes desconsideraram as exortações do rei e foram para Granada, onde foram acolhidos com todas as honras pelo rei Muhammad I de Granada, depois de ter firmado um acordo com ele em Sabiote, em que os nobres assinantes se comprometeram com o soberano granadino a prestarem ajuda mutuamente contra Afonso X, até que o monarca castelhano-leonês atendesse as suas demandas. O acordo de Sabiote foi rubricado, entre outros, pelo infante Filipe de Castela, Nuño González de Lara "el Bueno", Lope Díaz III de Haro, senhor de Vizcaya, Esteban Fernández de Castro, Diego López de Haro e Álvar Díaz de Asturias.
Em janeiro de 1273 na cidade de Tudela, Filipe, Nuño González de Lara e seus filhos Juan Núñez de Lara e Nuño González de Lara, Lope Díaz III de Haro e Álvar Díaz de Asturias, entre outros nobres, renderam homenagens a Henrique I de Navarra, a quem apresentaram um memorial dos agravos que diziam ter recebido de Afonso X e as reclamações que eles faziam, ficando desse modo os nobres liberados dos compromissos contraídos com o monarca castelhano, ao tempo que, sem prejuízo da sua honra, passavam a servir ao monarca navarro, do mesmo modo que antes tinham servido ao rei muçulmano de Granada.
O rei enviou o deão da Catedral de Sevilha, Fernán Pérez, para falar com o infante Filipe, afim de persuadi-lo de que abandonasse o lado dos nobres, mas fracassou em seu propósito. No início de 1273, Juan Núñez de Lara, que até então tinha atuado como mediador junto ao bispo de Cuenca entre seu pai, Nuño González de Lara, e o rei, a quem abandonou.
Apesar do anterior, Afonso X, que desejava prosseguir com a sua eleição para o Sacro Império Romano-Germânico, permitiu que alguns membros da família real, entre os que se contavam os infantes Fernando de la Cerda e Manuel, a rainha Violante de Aragão, o arcebispo Sancho de Aragão, filho de Jaime I e irmão de Violante, e os mestres das Ordens Militares, retomassem as negociações com os nobres exilados. Depois de numerosas negociações, e aconselhado o rei, entre outros, por seu irmão o infante Fadrique de Castela e por Simón Ruiz de los Cameros, aceitou a maioria das exigências feitas pelos nobres exilados através de Nuño González de Lara, que em 1273 se reuniu com a rainha Violante de Aragão na cidade de Córdova e, no final desse mesmo ano, os nobres exiliados regressaram ao reino de Castela e Leão, ao tempo que o rei Muhammad II de Granada se declarava vassalo de Afonso X, ainda que a Crónica deste rei, erroneamente, situa esses acontecimentos em 1274. No mês de julho de 1273 voltaram a aparecer como confirmantes nos diplomas régios Fernando Rodríguez de Castro, Simón Ruiz de los Cameros e Diego López de Haro, irmão menor de Lope Díaz III de Haro, enquanto que Lope, Nuño González de Lara e seu filho Juan Núñez de Lara, não o fizeram até o início de 1274. Nuño González de Lara voltou a aparecer como confirmante nos privilégios reais em 24 de janeiro de 1274, e não tinha confirmado nenhum desde o dia 15 de julho de 1272, assim seria nesses momentos, em início de 1274, quando receberia a nomeação de Adelantado mayor de la frontera de Andalucía, segundo está referido na Crónica de Afonso X el Sabio.

## Morte e sepultura

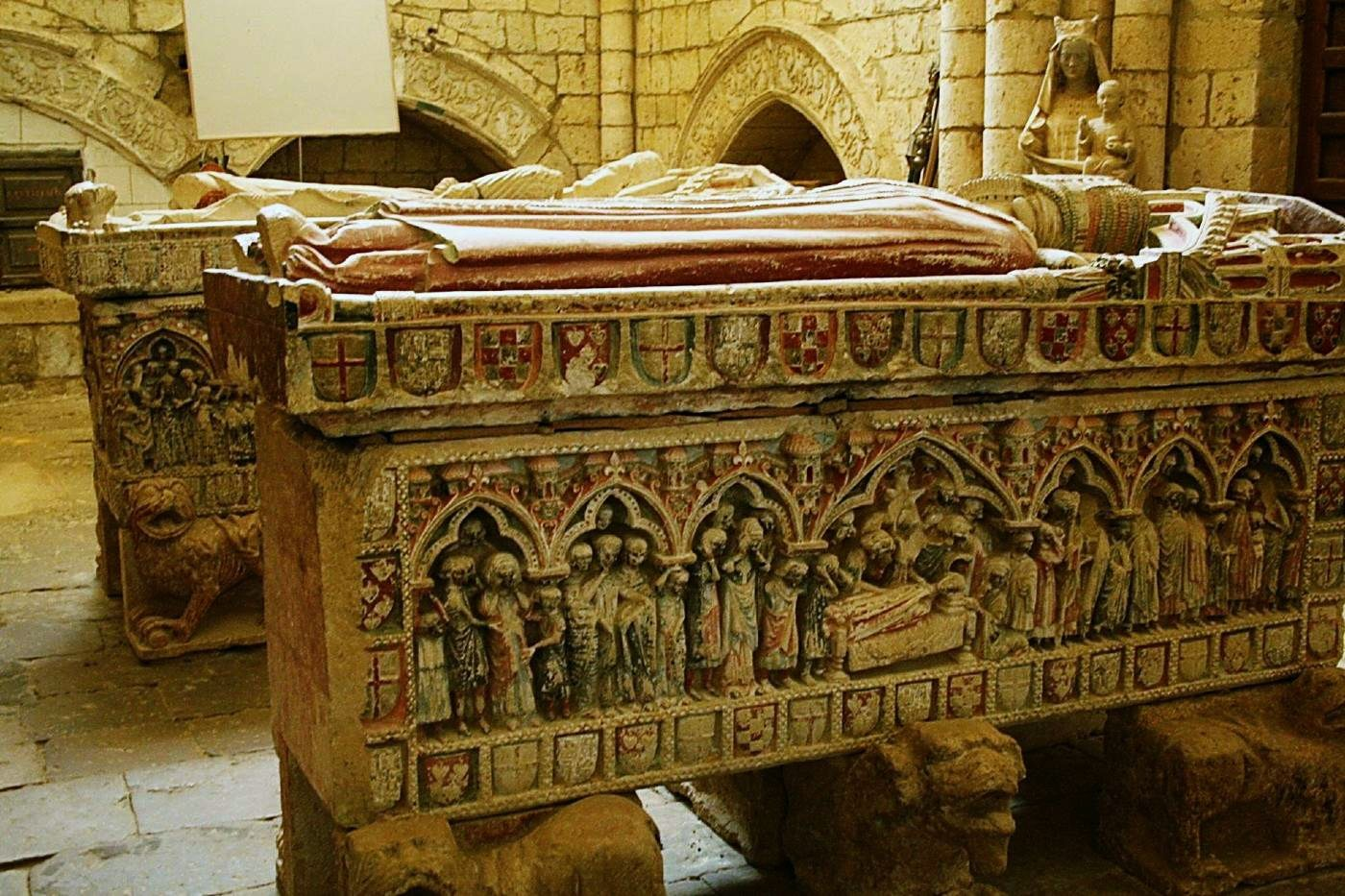
Sepulcros do infante Filipe de Castela e de sua segunda esposa. Igreja de Santa María la Blanca de Villalcázar de Sirga.

O infante Filipe de Castela faleceu em 28 de novembro de 1274, data que aparece esculpida no seu sepulcro, aos 43 anos. Na sua morte, recebeu sepultura na Igreja de Santa María la Blanca de Villalcázar de Sirga, templo vinculado à Ordem do Templo e situado na localidade palentina de Villalcázar de Sirga, que dista 10 quilômetros da localidade de Carrión de los Condes.

## Matrimônios e descendência
Contraiu matrimônio pela primeira vez em 1258, com a princesa Cristina de Noruega, filha do rei Haakon IV da Noruega, mas a princesa faleceu na cidade de Sevilha em 1262, sem ter deixado descendência e foi sepultada na Colegiata de San Cosme y San Damián de Covarrubias, da que foi abade o infante Filipe antes de renunciar a seus cargos eclesiásticos.
Viúvo de sua primeira esposa, o infante Filipe contraiu um segundo matrimônio com Inés Rodríguez Girón, filha de Rodrigo González Girón, señor de Frechilla, Cisneros e Autillo de Campos, mordomo-mor de Fernando III, e de sua segunda esposa, Teresa López de Haro. Sua segunda esposa faleceu em 1265 e foi sepultada na Igreja de Santa María la Blanca de Villalcázar de Sirga.
O infante Filipe contraiu um terceiro matrimônio com Leonor Rodríguez de Castro, filha de Rodrigo Ponce de Castro, senhor de Cigales, Mucientes e Santa Olalla, e de sua esposa, Leonor González de Lara. Irmã de Fernan Ruiz de Castro, conquistador da vila de baena. Fruto do terceiro matrimônio do infante nasceu um filho:
- Felipe de Castela y Rodríguez de Castro. Faleceu na infância, sendo sepultado no Convento de San Felices de Amaya, situado na província de Burgos, atualmente em ruínas, pertencente à Ordem de Calatrava e no que também recebeu sepultura sua mãe.[19]

O genealogista e historiador José Pellicer de Ossau registrou em seu livro sobre a existência de uma outra filha nascida da união do príncipe Filipe com sua terceira esposa, mas Luis de Salazar y Castro desmente esta filiação:
- Beatriz de Castela y Rodríguez de Castro (m. 1340). Branca de Portugal, filha de Afonso III de Portugal e neta de Afonso X, rei de Castela e Leão, legou em seu testamento a soma de dois mil maravedis para ela.[17] Contraiu matrimônio com Diego Pérez Sarmiento.

Fruto de diversas relações extra-conjugais, o infante Filipe teve vários filhos com mulheres das quais se desconhece o nome:
- Fernando Afonso
- Afonso Fernández (c. 1263-1284). Desempenhou em 1283 o cargo de mordomo-mor de seu tio, Afonso X.
- Beatriz Fernández, monja no Mosteiro de Santa Maria la Real de Las Huelgas em Burgos. Em julho de 1290, a abadessa deste mosteiro lhe outorgou licença, permitindo dispor de seu patrimônio segundo seu critério. Em janeiro de 1295, retornou a aldeia de San Cristóbal del Monte com todos os seus rendimentos, pechos e direitos, ao conseho de Belorado, a cuja jurisdição havia pertencido até que o rei Sancho IV de Castela a segregou para doá-la no ano de 1288.